# Гоби
Гоби или Шамо (кин: 戈壁(沙漠, монг. Говь) је пустиња у средњој Азији и највећа пустињска област Азије. Обухвата територије у Кини и Монголији. Протеже се лучно дужином од 1.609 километара, а широка је између 500 и 1.000 километара. Површина јој је 1.300.000 km². Већи део пустиње Гоби покривен је стенама а само мањи део је песковит. Басен Гоби на северу се граничи са Алтајским планинама и монголским степама, на југозападу се налази Тибетанска висораван а на југоистоку Северна кинеска равница. 
Током историје Гоби је углавном била део Монголске империје а у њој се налазило неколико важних градова на Путу свиле.

## Географија
Гоби обухвата 1.600 km (1.000 mi) од југозапада ка североистоку и 800 km (500 mi) од севера ка југу. Пустиња је најшира на западу, дуж линије која спаја Бостенско језеро и Лоп Нор (87°–89° источно).
У својој најширој дефиницији, Гоби обухвата дуги део пустиње који се протеже од подножја Памира (77° источно) до планине Велики Кинган, 116–118° источно, на граници Манџурије; и од подножја планинских венаца Алтаја, Сајана и Јаблоноја на северу до планинских ланаца Кунлун, Алтин-Таг и Килијан, који чине северне ивице Тибетанске висоравни, на југу.
Релативно велико подручје на источној страни ланца Великог Кингана, између горњих вода Сонгуа (Сунгари) и горњих вода Љао-хоа, сматра се да припада Гобију према конвенционалној употреби. Неки географи и еколози преферирају да посматрају западну област региона Гоби (као што је горе дефинисано): басен Тарима у Синђану и пустињски басен Лоп Нор и Хами (Кумул), као да чине посебну и независну пустињу, названу Пустиња Такламакан.

## Клима
Гоби је свеукупно хладна пустиња, са мразом и повремено снегом који се јавља на динама. Осим што је прилично северно, налази се и на висоравни око 910 – 1520 m надморске висине, што доприноси ниским температурама. У Гобију годишње падне у просеку око 194 mm (7,6 in) кише. Додатна влага стиже у делове Гобија зими, јер ветар из сибирских степа носи снег. Ови ветрови могу проузроковати да Гоби достигне −40 °C (−40 °F) зими, а до 45 °C (113 °F) лети.
Међутим, клима Гобија испољава велике екстреме, у комбинацији са брзим променама температуре од чак 35 °C (63 °F). Ово се може појавити не само сезонски, већ у року од 24 сата.
|                           | (1190 m)                    | Улан Батор (1150 m)                  |
| ------------------------- | --------------------------- | ------------------------------------ |
| Годишња средња вредност   | −25 °C (−13 °F)             | −04 °C (25 °F)                       |
| Јануарска средња вредност | −265 °C (−445,00 °F)        | −216 °C (−356,8 °F)                  |
| Јулска средња вредност    | 175 °C (347 °F)             | 182 °C (360 °F)                      |
| Екстреми                  | −47 до 34 °C (−53 до 93 °F) | −42,2 до 39,0 °C (−44,0 to 102,2 °F) |

У јужној Монголији забележена је температура до −32,8 °C (−27,0 °F). Насупрот томе, у Алашану, Унутрашња Монголија, она се у јулу пење до 37 °C (99 °F). Просечни зимски минимуми су хладних −21 °C (−6 °F), док су летњи максимуми топли 27 °C (81 °F). Већина падавина пада током лета.
Иако југоисточни монсуни допиру до југоисточних делова Гобија, подручје широм овог региона генерално карактерише екстремна сувоћа, посебно током зиме, када је сибирски антициклон најјачи. Јужни и централни делови пустиње Гоби имају променљив раст биљака због ове монсунске активности. Северније области Гобија су веома хладне и суве, што га чини неподобним да подрже већи раст биљака; ово хладно и суво време приписује се сибирско-монголским ћелијама високог притиска. Отуда ледена прашина и снежне мећаве пролећа и раног лета плус почетком јануара (зима).

## Очување, екологија и економија
Пустиња Гоби је извор многих важних фосила, укључујући прва јаја диносауруса, од којих двадесет шест, просечне дужине 23 cm, која су откривена 1923. године.
Археолози и палеонтолози су вршили ископавања у басену Немегт у северозападном делу пустиње Гоби (у Монголији), која је позната по фосилном благу, укључујући ране сисаре, јаја диносауруса и праисторијска камена оруђа, стара око 100.000 година.
Упркос тешким условима, ове пустиње и околни региони одржавају многе животињске врсте, неке су чак и јединствене, укључујући црнорепе газеле, шареног твора, дивље бактријске камиле, монголске дивље магарце и звиждовке. Повремено их посећују снежни леопарди, гобски медведи и вукови. Гуштери су посебно добро прилагођени клими пустиње Гоби, са око 30 врста распрострањених преко њене јужне монголске границе. Најчешћа вегетација у пустињи Гоби је жбуње прилагођено суши. Ови грмови су укључују сиву врапчеву сланицу (Salsola passerina), сиву комољику, и ниске траве као што су иглице и узданица. Због испаше стоке смањена је количина жбуња у пустињи. Неколико великих резервата природе је основано у Гобију, укључујући Национални парк Гоби Гурвансајкан, Велики Гоби А и Велики Гоби Б строго заштићено подручје.
Подручје је подложно гажењу стоке и теренским возилима (ефекти људске интервенције су већи у источној пустињи Гоби, где су падавине обилније и могу да одрже стоку). У Монголији, травнате површине су деградирале козе, које узгајају номадски сточари као извор кашмирске вуне.
Рио Тинто Група ископава велика лежишта бакра. Рудник је био и остао контроверзан. У монголском парламенту било је значајног противљења условима под којима ће рудник деловати, а неки траже да се поново преговара о условима. Конкретно, спор се првенствено врти око питања да ли су преговори били фер (Рио Тинто има далеко боље ресурсе) и да ли ће Рио Тинто плаћати адекватне порезе на приходе које остварује од рудника (постигнут је споразум којим ће операција бити изузета од пореза на добитке).